# UDF 423
UDF 423 è l'identificativo di una galassia a spirale distante scoperta mediante il campo ultra profondo di Hubble.  Con una magnitudine apparente di 20,  UDF 423 è una delle galassie più luminose e tra quelle con le più grandi dimensioni apparenti rilevate dall'HUDF.

## Misurazioni della distanza
La "distanza" di una galassia lontana dipende dalla metodica utilizzata per calcolarla.  Con un redshift di 1, si stima che la luce di questa galassia abbia impiegato circa 7,7 miliardi di anni per raggiungere la Terra.  Comunque, dal momento che questa galassia si allontana dalla terra, attualmente si stima che la sua distanza comovente sia di circa 10 miliardi di anni luce.  Pertanto, Hubble ha osservato questa galassia come appariva quando l'universo aveva circa 5,9 miliardi di anni.